# La Tribu des fourmis
Pour plus de détails, voir Fiche technique et Distribution.
La Tribu des fourmis (今天明天, Jīntiān míngtiān) est un film chinois réalisé par Yang Huilong et sorti en 2015.

## Adaptation
Le film s'inspire largement d'une étude sociologique de Lian Si sur les jeunes diplômés qui survivent dans les grandes villes en attendant de trouver un emploi stable. Lian Si les a appelés la tribu des fourmis dans un livre en 2009. Le film met à jour la face cachée de la croissance chinoise et un phénomène social qui reste encore assez méconnu en Chine.

## Synopsis
Tang Jia Ling (唐家岭) est un petit village près de Pékin où se sont réfugiés des milliers de jeunes gens à la recherche de loyers peu chers. ils sont remplis d'espoirs de réussite et sont dans l'espoir de décrocher le travail qui leur permettra de réaliser leurs rêves de jeunes adultes. On les appelle « la tribu des fourmis ».

## Fiche technique
- Titre : La Tribu des fourmis
- Titre original : 今天明天 (Jīntiān míngtiān)
- Titre anglais : Today and Tomorrow
- Réalisation : Yang Huilong
- Dates de sortie :
  - 18 octobre 2013 : Festival international du film de Tokyo
  - 6 mai 2015 :  France